# Кейн, Херман
Херман Кейн (англ. Herman Cain; 13 декабря 1945, Мемфис, Теннесси — 30 июля 2020[…], Атланта) — американский бизнесмен и политик-республиканец.

## Биография
Окончил колледж Morehouse (Атланта, Джорджия) со степенью бакалавра математики (1967).
Окончил Университет Пердью со степенью магистра по компьютерной науке (1971).

### Предпринимательская карьера
В 1986—1996 годах CEO Godfather's Pizza, в 1986—2002 годах президент Godfather’s Pizza.
В 1992—1994 годах заместитель председателя, в 1995—1996 годах председатель Совета директоров Федерального резервного банка Канзас-Сити.
В 1992—2008 годах член Совета директоров Aquila, Inc.

### Работа в СМИ
До февраля 2011 года Кейн вёл «Шоу Хермана Кейна» (англ. The Herman Cain Show) на атлантской радиостанции WSB. Работал комментатором в Fox Business Network.

### Участие в политике
Кейн был кандидатом на выдвижение от Республиканской партии на президентских выборах 2000 года, однако очень скоро он прекратил кампанию, поддержав кандидатуру Стива Форбса (главного редактора журнала Forbes). В 2004 году участвовал в республиканских праймериз на выборах в Сенат в штате Джорджия, однако уже в первом туре проиграл конгрессмену Джонни Айзексону, получив 26,2 % голосов.

### Президентская кампания 2012 года
О возможном выдвижении в президенты США Кейн впервые заявил в апреле 2010 года. В декабре 2010 он заявил о том, что выдвинет свою кандидатуру с вероятностью 70 %. Формально о начале кампании было объявлено 21 мая 2011 года. 3 декабря 2011 года Кейн был вынужден заявить о прекращении кампании в связи с многочисленными обвинениями в супружеской измене.

#### Опросы общественного мнения
В конце сентября 2011 года рейтинг Кейна неожиданно повысился; 24 сентября 2011 он получил 37 % голосов по итогам республиканского опроса во Флориде; отрыв от ранее лидировавших в гонке Митта Ромни и Рика Перри превысил 20 %. После этого он выиграл ещё несколько опросов, некоторые с очень большим отрывом (например, опрос Национальной федерации республиканских женщин с результатом 48,9 %, опрос TeaCon Midwest с результатом 77,5 %). По состоянию на октябрь 2011 Кейн лидировал во многих опросах, как общенациональных, так и проводящихся в отдельных штатах, но впоследствии его рейтинг стал снижаться.

#### Политические взгляды
В экономике Кейн выступал с последовательных прорыночных позиций. Одним из главных пунктов предвыборной программы Хермана Кейна является «план 9-9-9», предусматривающий замену действующей налоговой системы 9-процентным подоходным налогом, 9-процентным налогом на прибыль и 9-процентным налогом с продаж; налог с заработной платы, налог на прирост капитала и налог на наследство предполагается полностью отменить. Кейн осудил участников акции Захвати Уолл-стрит, заявив, что бедные и безработные люди должны винить не Уолл-стрит и крупные банки, а только самих себя. Также Кейн поддерживал возвращение к золотому стандарту, приватизацию Медикэра и отмену принятого при Бараке Обаме акта о защите пациентов и доступных медицинских услугах (англ. Patient Protection and Affordable Care Act).
В социальных вопросах Кейн придерживался консервативных взглядов. В ходе кампании он утверждал, что целью мусульман является уничтожение всех неверных, заявил, что не стал бы назначать мусульман в свою администрацию или судебные органы и критиковал прецеденты использования шариата в американском законодательстве, а также поддержал возможность запрета на строительства мечетей местными сообществами. Кейн выступал против любых абортов, легализации однополых браков и за возвращение политики Не спрашивай, не говори. Кейн поддерживал идею равных прав для меньшинств и большинства населения, но выступал против позитивной дискриминации в форме выделения меньшинствам квот.
Во внешнеполитических вопросах он поддерживал присутствие войск США в Ираке и Афганистане, считает, что США должны помогать обороне Израиля, и выступал против любых переговоров с КНДР.
Скончался на 75-м году жизни в Атланте после заражения коронавирусной инфекцией.

## Личная жизнь
С 1968 года был женат на Глории Кейн, имел двух детей (Мелани и Винсент) и трёх внуков. С десятилетнего возраста Кейн состоял в баптистской церкви.